# César Snoeck
César Snoeck (Renaix, 9 octobre 1834 - Renaix, 20 avril 1898) est un célèbre collectionneur belge d'instruments de musique qui rassembla l'une des plus importantes collections d'Europe. 

## Biographie
César Snoeck était issu d'une famille d'imprimeurs de Gand ; il succéda comme notaire à son père en 1862, après ses études à l'Université de Gand. Sa passion pour les instruments de musique lui vint dès ses années d'études, et dès 1854, il avait commencé à en acheter pour les collectionner. À cette époque, il y avait encore peu de demande pour ce type d'antiquités, les prix étaient donc encore assez bas. C'est ainsi qu'il parvint en quelques années à rassembler une des plus riches collections de toute l'Europe. 

## Dispersion de la collection Snoeck
La collection de César Snoeck qui comprenait 2150 instruments de toutes catégories était rassemblée dans la villa Snoeck à Renaix. Après sa mort en 1898, les héritiers proposèrent la collection au Musée du Conservatoire Royal de Musique de Bruxelles. Le premier conservateur Victor-Charles Mahillon, ne fut pas vraiment intéressé parce que la collection comprenait de nombreux instruments analogues à des pièces de sa propre collection. 
Après qu'il eut décliné l'offre et le refus de l'Etat belge, la collection fut dispersée à l'international.
Grâce à l'appui financier de l'empereur d'Allemagne Guillaume II, 1400 pièces de la collection de César Snoeck furent achetées pour le Musikinstrumenten-Museum de Berlin. En 1943, une partie importante des collections de ce musée disparut du fait des bombardements de la Seconde Guerre mondiale. Cependant, aujourd'hui, 4 clavecins Ruckers ainsi qu'une des rares flûtes Hotteterre originales restent des points de repère exceptionnels du musée.

Clavecins Ruckers de la collection César Snoeck au musée de Berlin
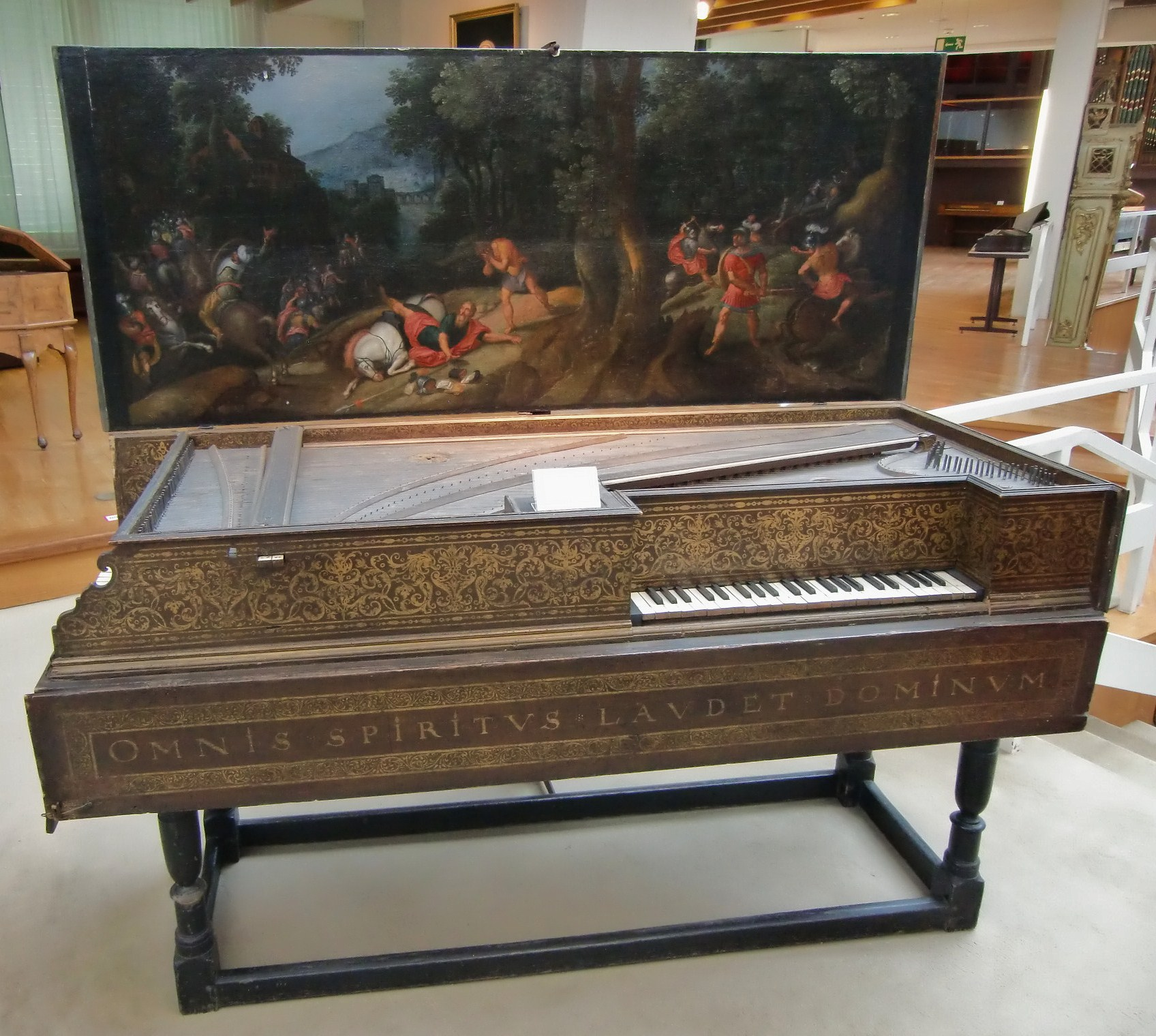
Combiné clavecin-virginal, Ioannes Ruckers, non daté
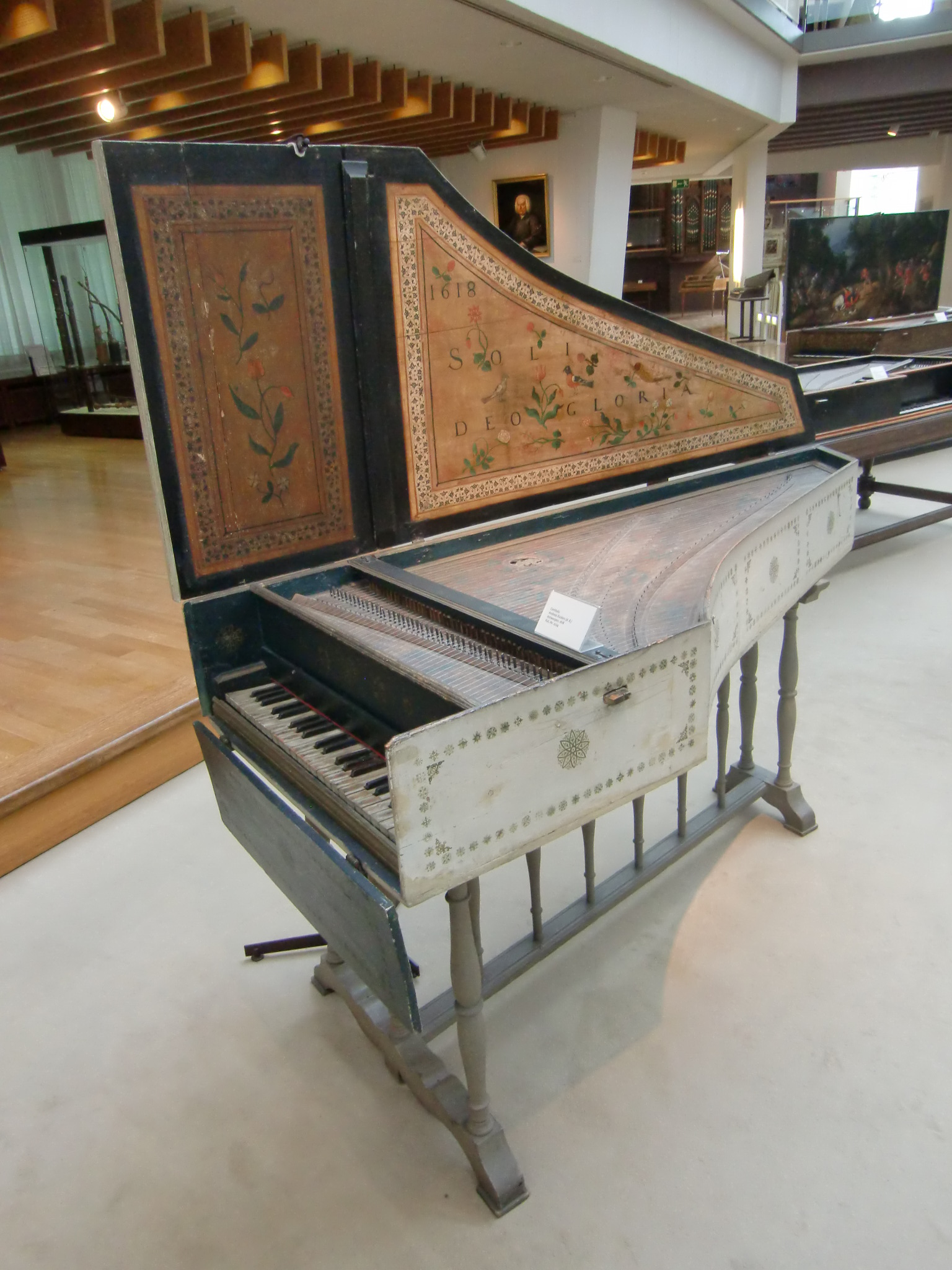
Andreas Ruckers, 1618
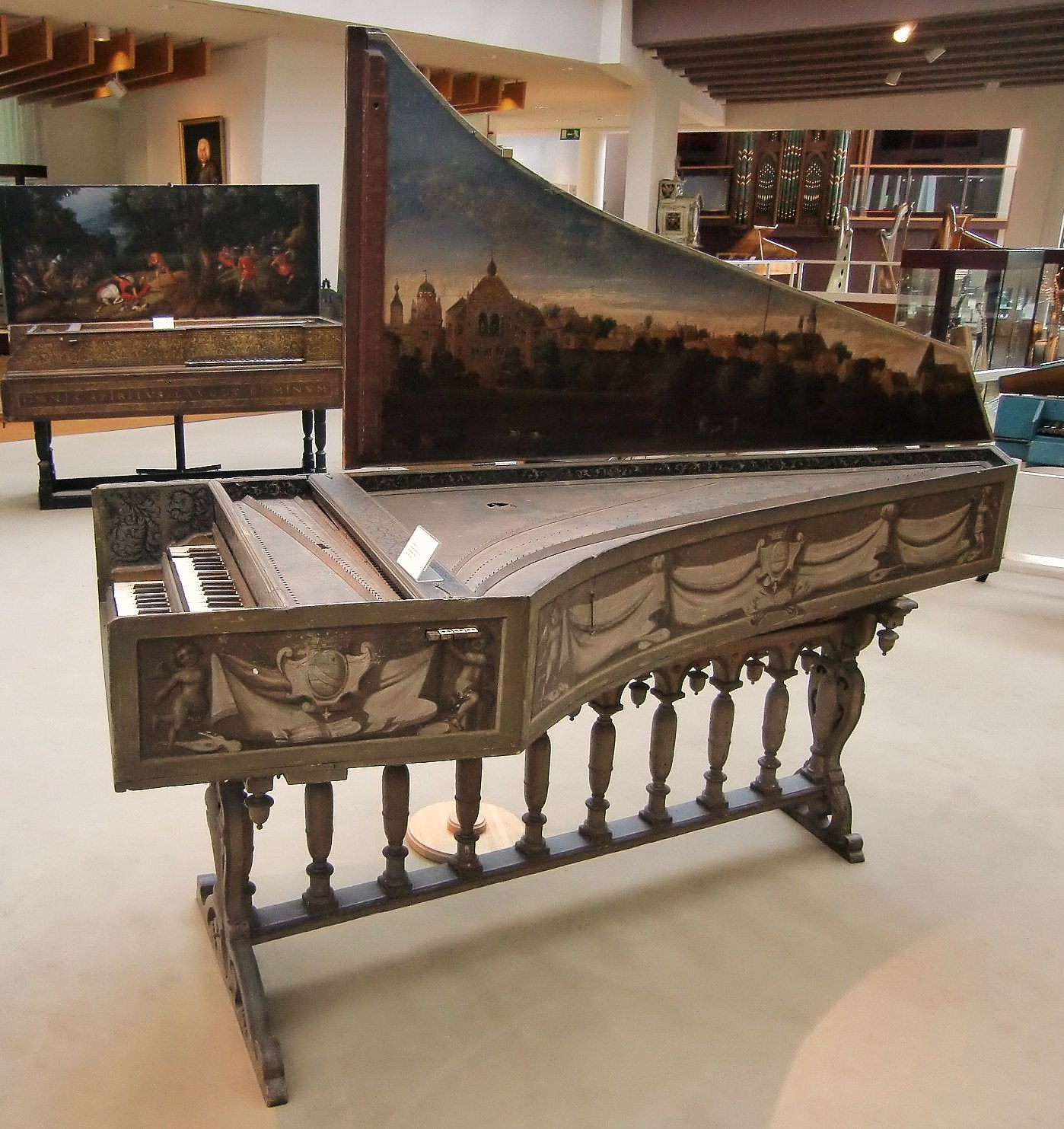
Andreas Ruckers, 1620
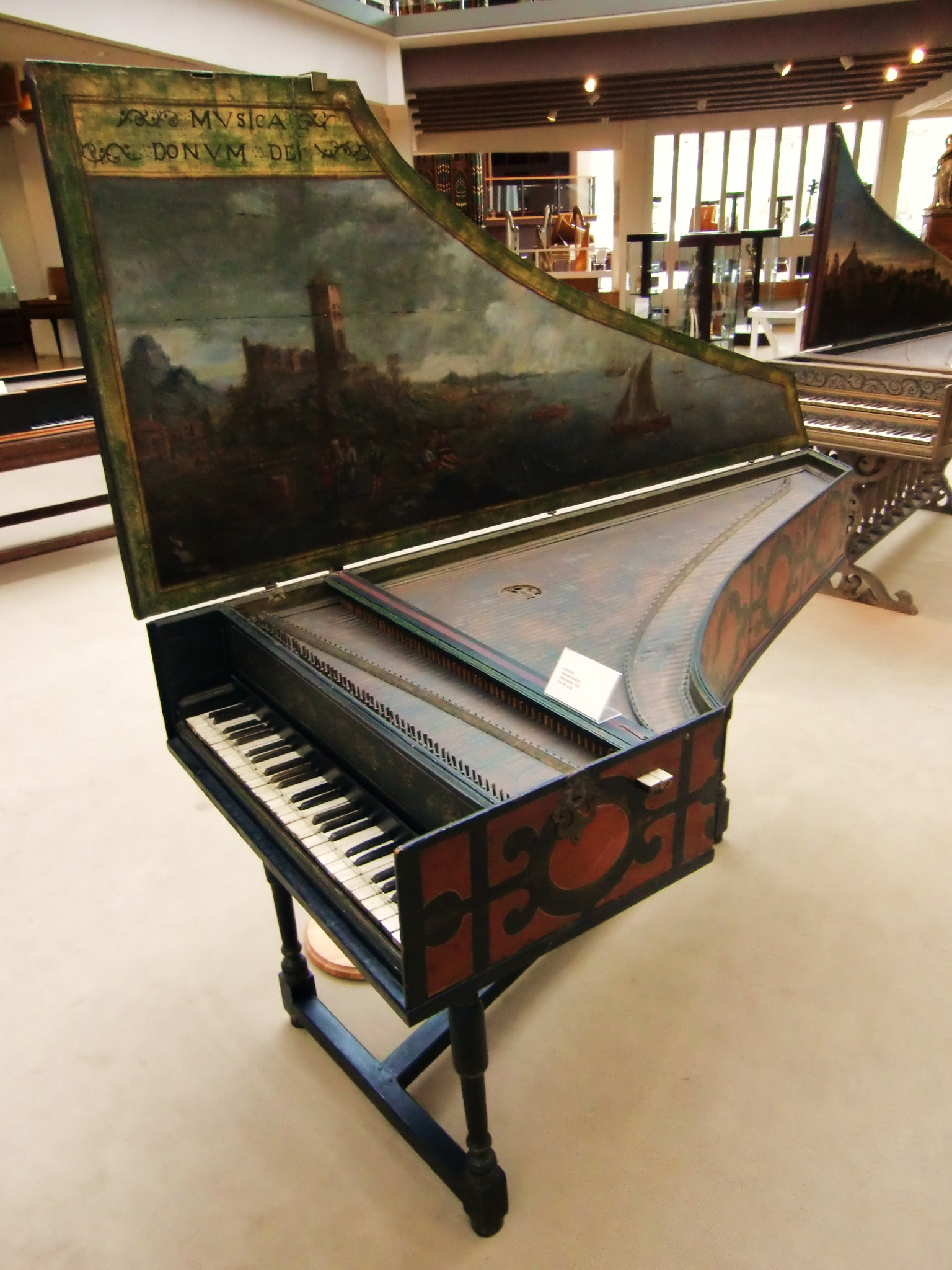
Ioannes Ruckers, 1627

Une autre partie importante de la collection Snoeck fut acquise par le baron von Stackelberg, directeur de la chapelle impériale de Saint-Pétersbourg.
À la suite de ces deux ventes, il ne restait plus de la collection, en Belgique, que 437 instruments. Malgré son refus antérieur, Mahillon en était venu à espérer que l'intégralité des instruments ne partent pas à l'étranger, et que son musée pourrait en recevoir, alors que d'autres en avaient acquis des centaines. En 1908, le mécène Louis Cavens (1850-1940) fit l'acquisition des instruments restants, parmi lesquels de nombreux instruments à cordes et les offrit au Musée du Conservatoire Royal de Musique de Bruxelles. L'ensemble des instruments à cordes de ce qui est devenu le Musée des Instruments de Musique (MIM) est un des plus riches au monde, tant en qualité qu'en variété.
Sur le marché international, le nom de César Snoeck est une référence prestigieuse. En 2009, une vente aux enchères chez Christie's à New York a vu la vente d'une viole de gambe issue de sa collection pour 215.000 $.
La Villa Snoeck à Renaix a été bâtie dans les années 1850 par Charles Alexander Snoeck pour son fils César qui lui succéda en 1862 en tant que notaire, à l'emplacement de la maison du gardien du Château de Renaix, détruit en 1823. C'est là que fut rassemblée la prestigieuse collection d'instruments anciens. 
Une rue de Renaix perpétue le souvenir de César Snoeck.

## Source de la traduction
- (nl) Cet article est partiellement ou en totalité issu de l’article de Wikipédia en néerlandais intitulé « César Snoeck » (voir la liste des auteurs).